# 馬些路·沙拉高沙
馬些路·沙拉高沙（葡萄牙語：Marcelo Saragosa，1982年1月22日—），生于大坎普，巴西职业足球运动员，现效力于美國職業足球大聯盟球会華盛頓聯隊，另帶一提，他與效力AC米蘭的卡卡屬好朋友。